# Буря в Галилейско море
Буря в Галилейско море е картина на холандския художник Рембранд ван Рейн. Това е единственият морски пейзаж на Рембранд.
Нарисувана е през 1633 година и до 18 март 1990 година се намира в музея Изабела Стюърт Гарднър в Бостън, Масачузетс, когато бива открадната.
Картината представя чудото на Исус, укротяващ буря в Галилейско море, както е описано в четвърта глава на Евангелието от Марко в Новия завет. Смята се, че Рембранд е нарисувал себе си в картината – на нея са изобразени Исус, 12-те му ученици и още един моряк, който гледа към зрителя. Именно за този образ се счита, че е автопортрет на художника.
Картината е в неизвестност след обир на 18 март 1990, когато преоблечени като полицаи крадци отмъкват 12 картини от същия музей. Празните рамки на картините стоят на същите места.